# Becicherecu Mic
Becicherecu Mic (Duits: Klein-Betschkerek, Kleinbetschkerek, Hongaars: Kisbecskerek) is een gemeente en dorp in het Roemeense district Timiș en ligt in de regio Banaat in het westen van Roemenië. De gemeente telt 2453 inwoners (2005). Becicherecu Mic betekent "Klein Becicherec". "Groot Becicherec", Becicherecu Mar, ligt in Servië, en heet in het Servisch Zrenjanin.

## Geschiedenis
In 1332 werd Becicherecu Mic gesticht onder de naam 'Pescăreț'. In 1772 kolonizeerden veel rooms-katholieke Duitsers een groot deel van Becicherecu Mic. Tientallen jaren later, tussen 1784-1785, arriveerden nog meer Duitse kolonisten uit Oostenrijk en Duitsland in dit dorp. In 1836 was er een pestepidemie in Becicherecu Mic. Na de Tweede Wereldoorlog verlieten veel Duitsers het dorp.

## Geografie
De oppervlakte van Becicherecu Mic bedraagt 61,42 km², de bevolkingsdichtheid is 40 inwoners per km².

De gemeente bestaat uit de volgende dorpen: Becicherecu Mic.

## Demografie
Van de 4816 inwoners in 2002 zijn 4236 Roemenen, 64 Hongaren, 93 Duitsers, 199 Roma en 224 van andere etnische groepen. Op 1 januari 2005 telde de gemeente 2453 inwoners, waarvan 1195 mannen zijn en 1258 vrouwen zijn. Op 31 december 2004 telde Becicherecu Mic 823 huishoudens.
Onderstaande figuur toont het verloop van het inwoneraantal vanaf 1880.

## Politiek
Raimond-Ovidiu Rusu (PSD) is sinds 2012 de burgemeester van Becicherecu Mic. Voor Rusu was Constantin Buzatu vanaf 2004 burgemeester. De gemeente werkt samen met (Roemeense) etnische Duitsers, die onder andere een site hebben opgericht, over Becicherecu Mic, maar alleen in het Duits.

Onderstaande staafgrafiek toont de uitslagen van de gemeenteraadsverkiezingen van 6 juni 2004, naar stemmen per partij. 

## Onderwijs
Becicherecu Mic telt één basisschool en één kinderdagverblijf.
Balinț · Banloc · Bara · Bârna · Beba Veche · Becicherecu Mic · Belinț · Bethausen · Biled · Birda · Bogda · Boldur · Brestovăț · Cărpiniș · Cenad · Cenei · Checea · Chevereșu Mare · Comloșu Mare · Coșteiu · Criciova · Curtea · Darova · Denta · Dudeștii Noi · Dudeștii Vechi · Dumbrava · Dumbrăvița · Fibiș · Fârdea · Foeni · Gavojdia · Ghilad · Ghiroda · Ghizela · Giarmata · Giera · Giroc · Giulvăz · Gottlob · Iecea Mare · Jamu Mare · Jebel · Lenauheim · Liebling · Lovrin · Margina · Mașloc · Mănăștiur · Moravița · Moșnița Nouă · Nădrag · Nițchidorf · Ohaba Lungă · Orțișoara · Parța · Pădureni · Peciu Nou · Periam · Pietroasa · Pișchia · Racovița · Remetea Mare · Sacoșu Turcesc · Saravale · Satchinez · Săcălaz · Secaș · Sânandrei · Sânmihaiu Român · Sânpetru Mare · Șag · Şandra · Știuca · Teremia Mare · Tomești · Tomnatic · Topolovățu Mare · Tormac · Traian Vuia · Uivar · Valcani · Variaș · Victor Vlad Delamarina · Voiteg